# Битва при Басиани
Битва при Басиани (груз. ბასიანის ბრძოლა) — сражение, которое произошло вначале XIII века между войсками Грузинского царства и Румского султаната в долине Басиани (вблизи современного Сарыкамыша), в 60 км к северо-востоку от города Эрзурум.

## Датировка битвы
Современник тех событий Ибн Биби относит битву к 598 году хиджры (1 октября 1201 год — 19 сентября 1202 года). Современные исследователи датируют битву по-разному между 1202 и 1206 годами: 1202, 1203, 1203/1204, 1204, 1204/1205, 1205, 1206 но в последнее время предпочтение отдается примерно 1203 году, или между 1202 и 1204 годами.

## Предыстория
В конце XII века Султанат Рума погрузился в хаос из-за туркменских набегов, крестовых походов и ожесточенной борьбы за власть среди потомков Кылыч-Арслана II (1156—1192). В 1197 году пятый сын Кылыч-Арслана II, Рукнеддин Сулейман-шах, захватил Конью и вынудил своего брата Кей-Хосрова I покинуть страну и уйти в изгнание в Византию. Рукнеддин начал политику экспансии, бросая вызов Византии, Киликийской Армении и Грузии, объединив под своим правлением большую часть Анатолии.
Подъем Грузинского царства при царе Давиде IV Строителе продолжился при правлении царицы Тамары, которой удалось разгромить крупную мусульманскую коалицию в битве при Шамхоре в 1195 году.

## История

Расширение Римского Султаната, ок. 1100—1240 гг.

Встревоженный успехом Грузии, султан Рукнеддин Сулейман-шах, правитель Румского султаната, собрал мусульманские княжества Малой Азии против Грузии. Интересы Грузии и султаната Рум столкнулись на южном побережье Черного моря, где оба стремились воспользоваться слабостью Византии и установить свои пункты опоры. 
Султан Рукнеддин готовился к войне с целью ослабить могущество христианской Грузии и на завоевание Грузии. Между 1201 и 1203 годами Рукнеддин с отрядами под командованием своего брата, Мугисуддин Тогрул-шаха из Эльбистана, Менгюджекида Бахрам-шаха из Эрзинджана, возможно с помощью, харпутских Артукидов, а также местных туркменских воинов, захватил Эрзурум и сменил вассала Грузии, Салтука, на своего брата Мугисуддин Тогрул-шаха.

Золотая монета времён правления Рукнеддина.

Посыльные письма Рухнеддина к Тамаре, требовали капитуляции и угрожал истреблением непокорных христиан. Заявля, что «каждая женщина простодушна… ты… простушка царицы… убийца и сборщик налогов мусульман». Первая реакция Тамары была вежливой: «Ты полагаешься на золото и многочисленных воинов, я… на силу Божью».

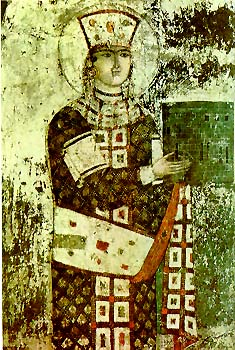
Фреска грузинской царицы Тамары в церкви Вардзия.

Вестник также передал устное послесловие: Рукнеддин сделает из Тамары свою жену, если она примет ислам, иначе — своей наложницей. Закария II Мхаргрдзели ударил посланца, сказал ему: «Не будь ты посол, надлежало бы сначала вырезать тебе язык, а потом и голову отсечь» и указал на ожидание божественного суда Рукнеддина, осуществляемого грузинами.

### Подготовка к сражению
Грузинская армия, численностью 90 000 войск, была готова к бою в течение десяти дней, и, как только ушел посланник Рукнеддина, она вышла на поле боя под командованием Давида Сослан. В ее составе были Закария и Иване Мхаргрдзели, Шалва и Иване Ахалцхели, а также другие известные командиры. «История царицы Тамар» описывает, как армия собралась в Вардзии перед тем, как двигаться на битву, и как Тамара обратилась к войскам с балкона церкви. Как гласит хроника Тамары: «Сама Тамара шла во главе своих войск, босиком, с лицом, омытым слезами».

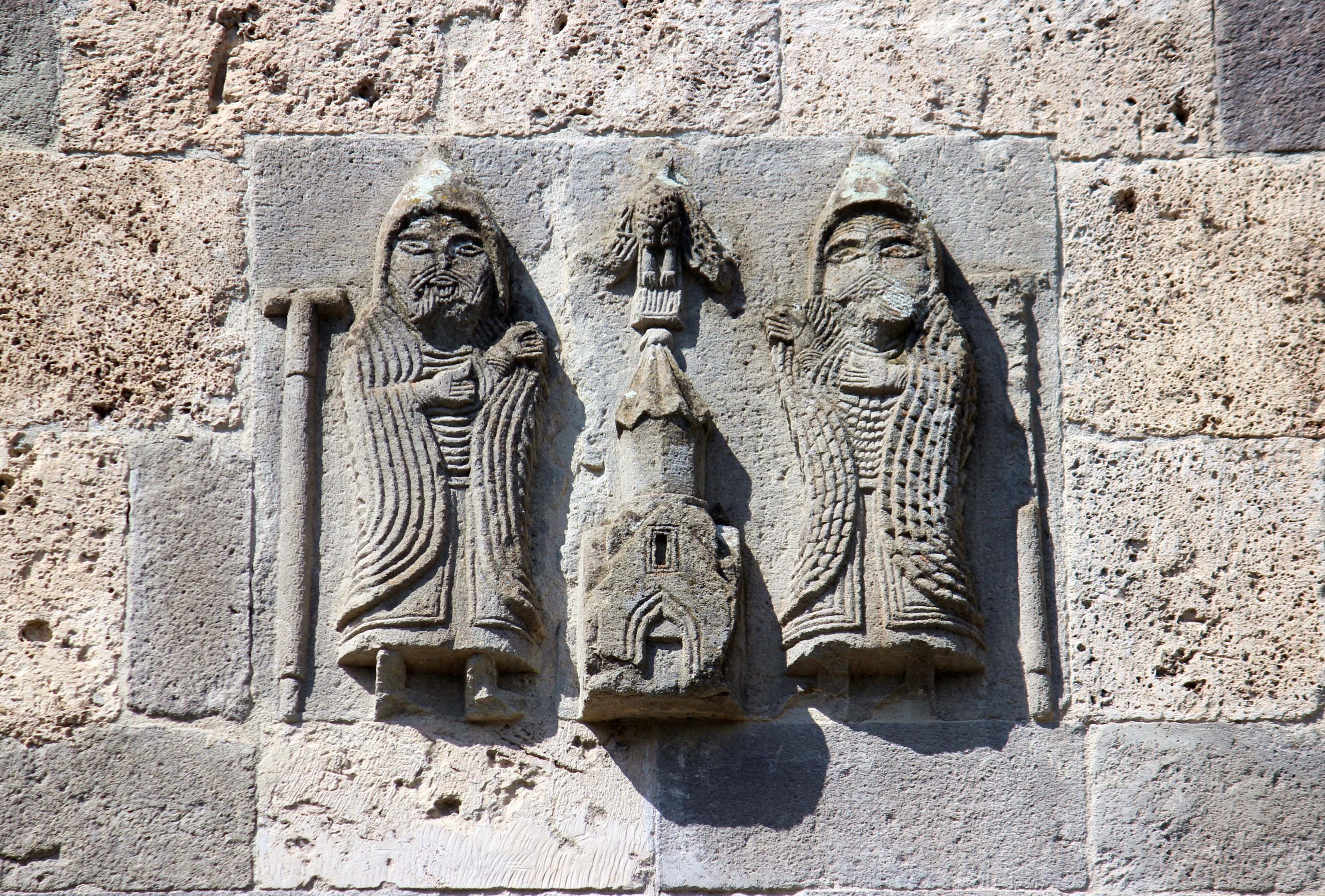
Рельеф с изображением братьев Иване и Закария II Мхаргрдзели, покровителей монастыря Агарцин, на восточной стене церкви Аствацацин.

Рукнеддин собрал свои войска: его помог его шурин, эмир Эрзинджана, но его подвел Эрзурум, который вспомнил, что был вассалом Грузии. Согласно мусульманским (арабские и турецкие) источникам, у него было 400 000 войск. Их число варьируется от 150 000 до 400 000 войск. По словам Броссе и О. Турана, грузинский автор преувеличивал. Аксарайи (ум. 1332/33) писал, что в сельджукской армии было 20 000 человек.

### Сражение
Вызвав своих союзников, массивная армия Рукнеддина двинулась к границам Грузии и расположился лагерем возле Басиани. Грузинская армия была развернута стратегически, с западными (абхазо-имеретинский) и восточными (картлский и эр-кахетинский) частями по бокам и существенной силой в центре численностью 40 000 воинов под командованием Шалва и Иване Ахалцихели, а Закария II Мхаргрдзели командовал авангардом. Ночью, грузины сначала совершили неожиданное нападение своей передовой группой и вызвали путаницу среди вражеских войск. Султану удалось собрать свои силы и контратаковать, но его армию удивили скоординированные фланговые атаки, которые разбили его войска.
Силы Рукнеддина так решительно сражались, что грузинским всадникам пришлось сражаться пешком и столкнуться с поражением, пока другие грузинские полки под руководством царя Давида Сослана не нанесли удар с фланга и окружили турок. Историк Ибн Биби винил лошадь царского знаменосца, которая поскользнулась и упала, в том, что она начала слух о смерти Рукнеддина и деморализовала его армию. 
Аксарай связывает поражение с тем, что Сельджуки попали в засаду, тогда как, грузинская хроника подчеркивает мужество грузинских солдат и Божью помощь, хотя признает, что грузины почти потерпели поражение в какой-то момент.

### Последствия

Грузинское царство в 1213 году.

Сражение при Басиани принесло тяжелые потери с обеих сторон. Рукнеддин был вынужден отступить обратно в Эрзурум и грузины захватили боевые знамена. Многие союзники султана были взяты в плен победителями, среди них был эмир Эрзинджана, союзник султана. 
В «Историческом сборнике» армянский историк Вардан Аревелци хвалится, что Давид «наполнил Грузию пленом и грабежом турок». В ярости за атаку бывшего вассала, царица Тамара приказала продать эмира Эрзинджана (Бахрамшах) в рабство за цену одной железной подковы. Согласно грузинской хронике, после пленения «вслед за знаменем Нукардена двинулся сначала командир Эзинки, затем другие видные деятели, некоторые из которых были представлены Тамар. Она обратилась ко всем ним со словами утешения, допустила их к пышному пиру и сделала подарки каждому по его чину, затем раздала их по разным крепостям, за исключением господина Эзинки, которого она держала в плену в Тифлисе, с учётом прежних отношений уважения и дружбы. Позднее это лицо, столь великое, столь прославленное, было продано ею за подкову». Во время пребывания Бахрама в плену царица Тамара относилась к нему не как к пленнику, а как к гостю.
Победа при Басиане обеспечила грузинское преимущество в регионе. Используя свой успех в этом сражении, царица Тамара присоединила Арран и Двин, также подчинила себе эмират Карс, Шах-Арменидов и эмиров Эрзурума и Эрзинджана.
Несмотря на поражение, Мугисуддин Тогрул-шах, брат Султана Рукнеддина, удержал контроль над Эрзурумом. Однако позже, в 1206 году, грузины захватили и оккупировали непокорные города Эрзурум и Карс.
После победы архиепископ Антон Глонистависдзе, приобрел арабский медицинский трактат, который перевел на грузинский, создав «Книгу для врачей» (Цигни саакимой) — одно из ранних произведений галеновой медицины в Грузии.
В исламской анатолийской литературе правителей часто начали называть «завоевателей Грузии». Раванди, в своем произведении «Рахат ал-судур» около 1205 года, называл Кей-Хосрова I, который не участвовал в походах против Грузии — «завоевателем Грузии». Также Бахрамшах из династии Менгюджекогулларов, попавший в плен к грузинам, получил титул «гази» от Раванди. Последний утверждал, что он пожертвовал собой, попадая в плен к грузинам, чтобы спасти своих сподвижников.

### Первоисточники
- История и восхваление венценосцев / пер. К. С. Кекелидзе. — АН ГрузССР, 1954.
- Басили Эзосмодзгвари. Жизнь царицы цариц Тамар / Перевод и введение В. Д. Дондуа, Исследование и примечания М. М. Бердзенишвили. — Тбилиси: Мецниереба, 1985.

### Исследования
- Джавахишвили, Иване. Внутреннее положение страны в начале царствования Тамары // История Грузии. — С древнейших времен до начала XIX века : Часть I, 1946.
- Шенгелия, Нодар. Очерки истории Грузии: в восьми томах: Том III. (груз.) / Зураб Анчабадзе, Виктор Бучуа. — «Сабчота Сакартвело» [Советская Грузия], 1979.
- Salia, Kalistrat. Battle of Basiani (1205) // History of the Georgian nation. — Paris: N. Salia, 1983. — С. 180—181.
- Mariam Lordkipanidze. Georgia in the 11th-12th centuries // Essays on Georgian history. — Tbilisi: Metsniereba, 1994. — ISBN 978-5-520-01547-5.
- Antony Eastmond. Royal imagery in medieval Georgia. — University Park: Pennsylvania state university press, 1998. — ISBN 978-0-271-01628-3.
- Claude Cahen, P. M. Holt (ed.). The formation of Turkey: the Seljukid Sultanate of Rūm: eleventh to fourteenth century. — London: Routledge, 2001. — (A history of the Near East). — ISBN 978-0-582-41491-4.
- Nodar Asatiani, Otar Janelidze. History of Georgia : from ancient times to the present day. — Tbilisi: Publishing house Petite, 2009. — ISBN 978-9941-9063-6-7.
- Джавахишвили, Иване. ქართველი ერის ისტორია = История грузинского народа (груз.). — Тбилиси: პალიტრა L, 2012. — ISBN 978-9941-19-810-6.
- Donald Rayfield. Edge of empires: a history of Georgia. — London: Reaktion Books, 2012. — ISBN 978-1-78023-030-6.
- Antony Eastmond. Tamta's world: the life and encounters of a medieval noblewoman from the Middle East to Mongolia. — Cambridge: Cambridge University Press, 2017. — ISBN 978-1-107-16756-8.
- Christoph Baumer. History of the Caucasus: In the shadow of great powers. — London-New York: I.B. Tauris, 2023. — ISBN 978-0-7556-3628-0.
- Turan O. Selçuklular Zamanında Türkiye. — İstanbul: Turan Neşriyat Yurdu, 1971. — S. 241—265.
- Kaya S. Gıyâseddin Keyhüsrev ve II. Süleymanşah Dönemi Selçuklu Tarihi: 1192-1211 (doktora tezi) / İÜ Sosyal Bilimler Enstitüsü. — 2001.
- Brosset M.-F. Histoire de la Géorgie depuis l'Antiquité jusqu'au XIXe siècle: 1ère partie. Histoire ancienne, jusqu'en 1469 de J.-C. — Paris: l'Académie Impériale des sciences, 1849. — Vol. 1.
- Öngül A. Mengücekler (тур.) // Türkler. — Ankara, 2002. — C. 6. — S. 452—460.
- Atçeken Z., Yaşar B. Mengücükler // Malazgirt'ten Vatana Anadolu Selçuklu Devleti Tarihi. — Ankara: Eğitim Yayınevi, 2016. — S. 100—123. — ISBN 978-975-8890-15-6.

#### Научная статья
- A.C.S. Peacock. Georgia and the Anatolian Turks in the 12th and 13th centuries (англ.) // Anatolian Studies. — 2006. — Vol. 56. — P. 127–146. — ISSN 0066-1546. — doi:10.1017/S0066154600000806.

#### Энциклопедия
- Alexander Mikaberidze. Historical dictionary of Georgia. — Lanham (Md.): Scarecrow press, 2007. — Т. 50. — (Historical dictionaries of Europe). — ISBN 978-0-8108-5580-9.
- Alexander Mikaberidze. Basian, Battle of (1203) // Conflict and conquest in the Islamic world: a historical encyclopedia. — Santa Barbara (Calif.): ABC-CLIO, 2011. — ISBN 978-1-59884-336-1.
- Элгуджа Медзмариашвили et al. ქართული სამხედრო ენციკლოპედიური ლექსიკონი = Грузинский Медзмариашвили et al. — Тбилиси, 2017. — ISBN 978-9941-0-9879-6.